# Большие Каркалы
Большие Каркалы (баш. Оло Кәркәле) — село в Миякинском районе Башкортостана, административный центр Большекаркалинского сельсовета.

## Географическое положение
Расположено в среднем течении речки Каркала, которая через систему рек Уязы → Дёма → Белая → Кама → Волга впадает в Каспийское море
Расстояние до:
- районного центра (Киргиз-Мияки): 30 км,
- ближайшей ж/д станции (Аксёново): 73 км

Книга «Населенные пункты Башкортостана. Часть 1. Уфимская губерния. 1877.»
Белебеевский уезд, 1 - ый стан, вправо от р. Демы до границы Стерлитамакского уезда и правой стороны Стерлитамакского тракта:
№ 536 д. Каркалы, башк., расположена при рч.Каркале, расстояние от уездного города 90 верст, расстояние от становой квартиры 50 верст, число дворов 107, число жителей м.п. 386, ж.п. 376. В деревне имелась мечеть, две мутовочные мельницы. Кроме земледелия и скотоводства жители деревни занимались плотничеством и кладкой печей.
Село Большие Каркалы разбросано по пологим склонам нескольких холмов. Красивый вид открывается, когда с верхней улицы смотришь на нижнюю — как будто с лоджии. В центре  у сельсовета мемориал с именами погибших в Великую Отечественную войну,
Улица, которую в народе называют Мокша, а официально — Первомайская.  Когда-то в старину улицу основала мордовская семья, вот и закрепилось это название. Она петляет прямо под подошвой горы. Несколько родников, бьющих со склона, позволили жителям соорудить крохотные прудики на радость гусям.

## Население
| 2002 | 2009 | 2010 |
| ---- | ---- | ---- |
| 577  | ↘556 | ↘488 |

Национальный состав
Согласно переписи 2002 года, преобладающие национальности — башкиры (63 %), татары (36 %).
201 двор/ 518 чел в т.ч. дети 93

## Религия
В селе есть мечеть.

## Известные выходцы
- Галимов, Айдар Ганиевич (род. 23 февраля 1967) — татарский и башкирский певец, Заслуженный артист Республики Башкортостан (1995), Народный артист Республики Башкортостан (2011), Заслуженный артист Республики Татарстан (1996), народный артист Республики Татарстан (2008)[7][8].
- Гималетдинов, Ильдар Мансурович — депутат Государственной думы пятого созыва.
- Фатхулла Бадретдинович Исхаков (род. 1937) — осужденный в 1959 году по обвинению в покушении на тройное убийство житель села, который добился своей реабилитации через 64 года.